# Удріївці
Удрі́ївці — село в Україні, в Новодунаєвецькій селищній територіальній громаді Кам'янець-Подільського району Хмельницької області.

## Назва
Назва села Удріївці походить від дещо видозміненого топоніму Андріівці, про що йдеться в праці Юхима Сіцінського «Історичних відомостей про парафії і церкви Подільської єпархії». Також відомо, що не так давно серед місцевих жителів село називалось Андрієвцями, а в офіційних документах зустрічається під назвами: Андріївці, Ондріївці, Ондріївка, Одріївці.

## Географія
Подільське село Удріївці розташоване на подільській височині, в південно-західній частині України, за 55 кілометрів автошляхами від міста Кам'янець-Подільський. Селом тече річка Безіменна.

### Клімат
Удріївці знаходяться в межах вологого континентального клімату із теплим літом.

## Історія
Уперше село Одріївці згадується в 1578 році в Податковому списку. В ті часи село належало пану Ярмолинецькому, а згодом — Чогланському.
У XVIII столітті село входило до Савинецького ключа графів Потоцьких. Згодом село перейшло у власність пана Лозинського, який в 1841 році розпочав будівництво палацу в затишному місці біля джерела. Для потреб будівництва в селі будуються печі для виробництва цегли та черепиці. Місцевість, де добували глину прозвали «Глиняками», а долину якою підвозили воду до печей прозвали «Цегельною долиною». Будівництво тривало декілька років. Праву частину будинку виконали двоповерховою, а ліве крило — одноповерховим, з великим підвальним приміщенням. У цій лівій частині містилися склад, пивниця, комора, льох. Панські покої були розміщені переважно в правому крилі будинку. В 1859 році після смерті Лозинського, маєток отримав його племінник — Дмоховський. На честь народження сина, у 1860 році новий власник звелів добудувати дзвіницю. Пізніше було вирито колодязь, який до тепер зветься «Панським».
У середині XVIII століття документи згадують бідну Михайлівську церкву в Удріївцях. Зусиллями пароха з Солобківців Стефана Ровинського з 1747 по 1750 в селі будується нова дерев'яна греко-католицька церква. Освячення церкви відбулося в 1750 році деканом Йосипом Ярошевичем. Парафія і далі була малою і в 1760 році складала близько 30 прихожан. В 1797 році храм насильно стає православним, після приходу на Поділля влади Романових. В 1815 році пожежа зруйнувала храм. В 1820—1832 роках парафіяни за допомогою графині Потоцької збудували нову церкву — муровану, хрестову в плані, одноверху. В 1860 року до церкви прибудували цегляну дзвіницю. Місцева греко-католицька громада за підтримки священика Крейца до 1830 року проводила у капличці греко-католицькі обряди.
Внаслідок поразки визвольних змагань на початку XX століття, село надовго окуповане російсько-більшовицькими загарбниками.
Радянська окупація принесла колективізацію та розкуркулення, мешканці села зазнали репресій.
В 1932–1933 селяни села пережили Голодомор.
З 1991 року в складі незалежної України.
13 серпня 2015 року шляхом об'єднання сільських рад, село увійшло до складу Новодунаєвецької селищної громади, до цього органом місцевого самоврядування була Удріївська сільська рада.
19 липня 2020 року, в результаті адміністративно-територіальної реформи та ліквідації Дунаєвецького району, село увійшло до складу Кам'янець-Подільського району.

## Населення
За переписом населення України 2001 року в селі мешкало 532 особи.

### Мова
У селі поширені західноподільська говірка та південноподільська говірка, що відносяться до подільського говору, який належить до південно-західного наріччя.

## Відомі люди

### Проживали, перебували
- Теодор Потоцький — шляхтич, магнат, власник Франпільського ключа, куди входили Удріївці.
- Коляновський Афанасій Миколайович — український поет, понад 30 років працював учителем у селах Удріївці та Томашівка.